# Фусими, Хироаки
Принц Фусими Хироаки (伏見宮 博明王 Фусими-но-мия Хироаки-о, род. 26 января 1932, Токио) — японский аристократ, последний (24-й) глава дома Фусими-но-мия (16 августа 1946 — 14 октября 1947), боковой ветви императорского дома (синнокэ).

## Биография
Родился в Токио. Единственный сын принца Фусими Хироёси (1897—1938), старшего сына маршала флота принца Фусими Хироясу (1875—1946), 23-го дома Фусими-но-мия (1923—1946).
Получил образование в элитной школе Гакусюин. Его отец, принц Фусими Хироёси, был коммандером военно-морского флота и скончался в начале Второй японо-китайской войны в 1938 году.
16 августа 1946 года после смерти своего деда, принца Фусими Хироясу, 23-го главы дома Фусими-но-мия, принц Хироаки стал 24-м главой дома Фусими-но-мия.
Он носил титул «Его Императорское Высочество». 14 октября 1947 года после реформирования Закона об Императорском доме принц Фусими Хироаки лишился титула имперского принца и стал простым гражданином Японии. Позднее он путешествовал по США и учился в Центральном колледже в Кентукки. Он вернулся в Японии и продолжил карьеру в компании «Мобил».
Принц был женат на Токико Ёсикаве, дочери президента компании «Yoshikawa Optical Instruments». У супругов было три дочери:
- Акико (род. 1959)
- Нобуко (род. 1961)
- Масако (род. 1964)